# 葫芦岛街道
葫芦岛街道，是中华人民共和国辽宁省葫芦岛市龙港区下辖的一个乡镇级行政单位。

## 行政区划
葫芦岛街道下辖以下地区：
西山社区和海滩楼社区。